# ウィリー・マック
ウィリアム・マックリントン・ジュニア William McClinton Jr.　1987年1月5日生まれ）は、リングネームウィリー・マック（Willie Mack）でよく知られているアメリカのプロレスラー。
彼は現在、 Impact Wrestlingと契約しており、元Impact XDivisionチャンピオン。

## 得意技

### フィニッシュホールド
ザ・ビックタンプ
フィニッシャー。ダイビングボディプレス。　
チョコレートサンダーボム
シットダウン・パワーボム。

### 打撃技
エルボー
エルボースタンプ
バックハンドチョップ
ショルダータックル
クローズライン

### 飛び技
スタンディング・ムーンサルトプレス

### 投げ技
バックフリップ
エクスプロイダー
ジャーマンスープレックス

## 獲得タイトル
- Alternativeレスリングショー
  - AWSヘビー級選手権（1回） [7]
- ハリウッド　チャンピオンシップレスリング

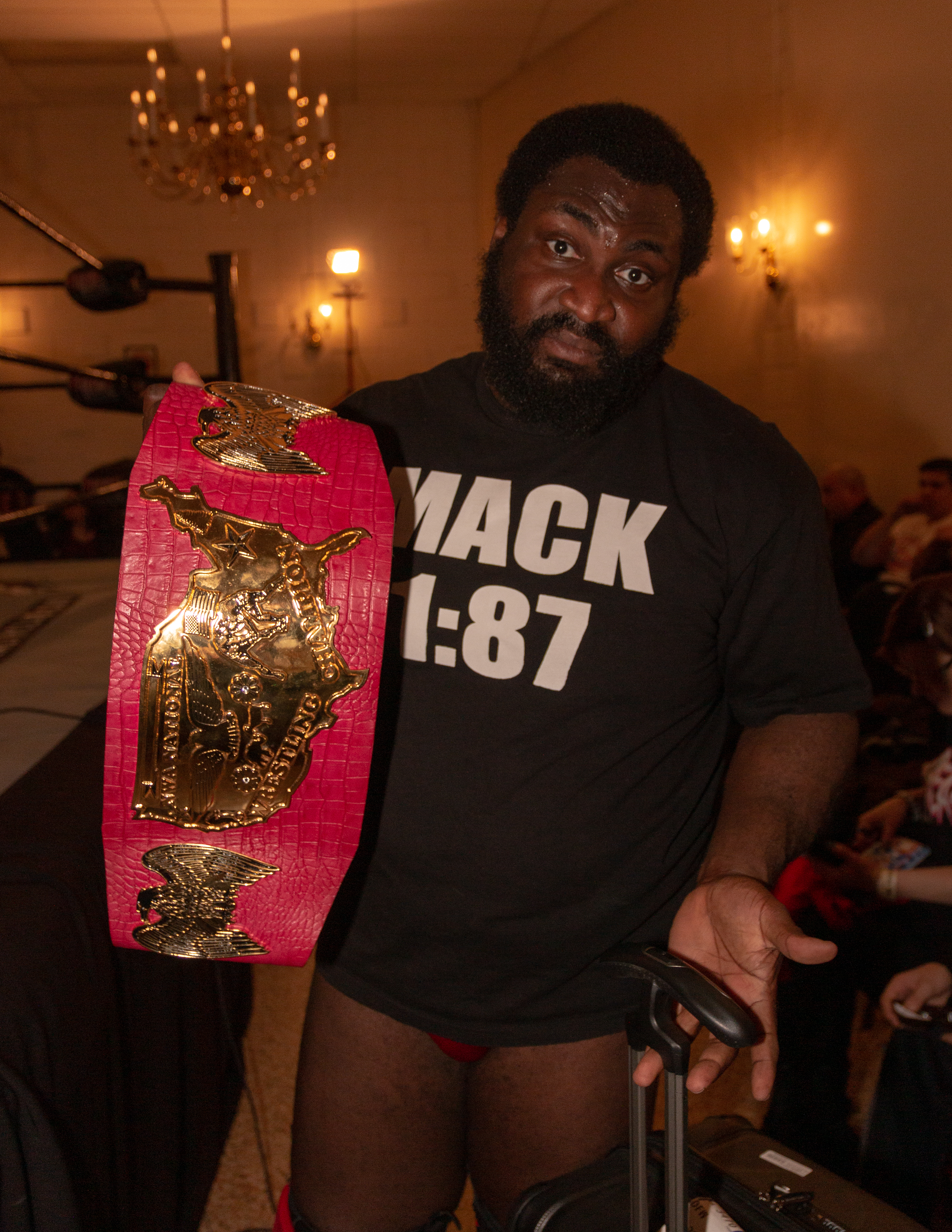
NWAナショナルチャンピオンシップのマック

  - CWFHヘリテージヘビーウェイトチャンピオンシップ（1回）
  - CWFH国際テレビ王座（1回） [8]
  - レッドカーペットランブル（2014） [5]
- クラッシュルチャリブレ
  - クラッシュヘビーウェイトチャンピオンシップ（1回） [9]
  - コパ・ザ・クラッシュ（2016）
- エリートエクストリームレスリング
  - EXWエリートディビジョンチャンピオンシップ（1回）
- ハウスオブハードコア
  - HOH Twitchテレビ王座（1回、現在） [10]
  - HOH Twitch TVタイトルトーナメント（2018） [11]
- インパクトレスリング
  - Impact X Division Championship （ 1回）
  - インパクト年末アワード（1回）
    - 2020年に注目すべきもの（2019）
- Insaneレスリングリーグ
  - IWLアナーキーチャンピオンシップ（1回） [12]
  - IWLアナーキーチャンピオンシップトーナメント（2009）
- Lucha Underground
  - Lucha Underground Trios Championship （ 2回）– Dante FoxとKillshot （1）、KillshotとSon of Havoc（1） [13]
  - ブルズトーナメントの戦い
- マッハワンレスリング
  - M1Wヘビー級選手権（1回）
- ナショナルレスリングアライアンス
  - NWAナショナルチャンピオンシップ（ 1回） [14]
- ハリウッド　NWAチャンピオンシップレスリング
  - NWA国際テレビ王座（1回）
- プロレスリング・イラストレーテッド
  - 2020年にPWI500でトップ500のシングルレスラーの68位にランクインしました[15]
- ライバルプロレス
  - RPW誰もが認めるチャンピオンシップ（1回） [16]
- SoCal Uncensored
  - 南カリフォルニアレスラーオブザイヤー（2010） [17]
- ワールドパワーレスリング
  - WPWヘビーウェイトチャンピオンシップ（1回）